# Wołodymyriwka (hromada Subotci)
Wołodymyriwka (ukr. Володимирівка) – wieś na Ukrainie, w obwodzie kirowohradzkim, w rejonie kropywnyckim, w hromadzie Subotci. W 2001 liczyła 1384 mieszkańców, spośród których 1283 wskazało jako ojczysty język ukraiński, 70 rosyjski, 2 mołdawski, 4 białoruski, 21 ormiański, a 4 inny.